# ۲۰۳۱ (میلادی)
۲۰۳۱ (میلادی) ۲۰۳۱مین سال تقویم میلادی است.

## درگذشتگان
‎